# Georg Berlinger (Architekt, 1910)
Georg Berlinger (* 12. Dezember 1910 in München; † 2. April 1992) war ein deutscher Architekt und Dombaumeister in München.

## Leben
Berlinger war ein Sohn des Münchner Architekten Georg Berlinger. Er schloss 1934 sein Architekturstudium an der Technischen Hochschule München mit dem akademischen Grad Dipl.-Ing. ab. Er war anschließend als freier Architekt tätig und baute insgesamt acht Kirchen. Im Zweiten Weltkrieg baute er ein Krankenhaus im Ausland. 1940 trat er als Prokurist in das Bauunternehmen seines Vaters ein, nach dem Tod des Vaters wurde er Geschäftsführer.
Nach dem Krieg zeichnete Berlinger für zahlreiche Neubauten in München und Nürnberg verantwortlich und arbeitete an vielen Wiederaufbaumaßnahmen mit, u. a. am Wiederaufbau der Münchner Frauenkirche.
Stilistisch sind viele seiner Bauwerke dem Heimatschutzstil und der Moderne zuzuordnen.
Ab 1930 war er Mitglied der katholischen Studentenverbindung  KDStV Tuiskonia München im CV. Später wurde er noch Mitglied der KDStV Aenania München.

## Werk (Auswahl)

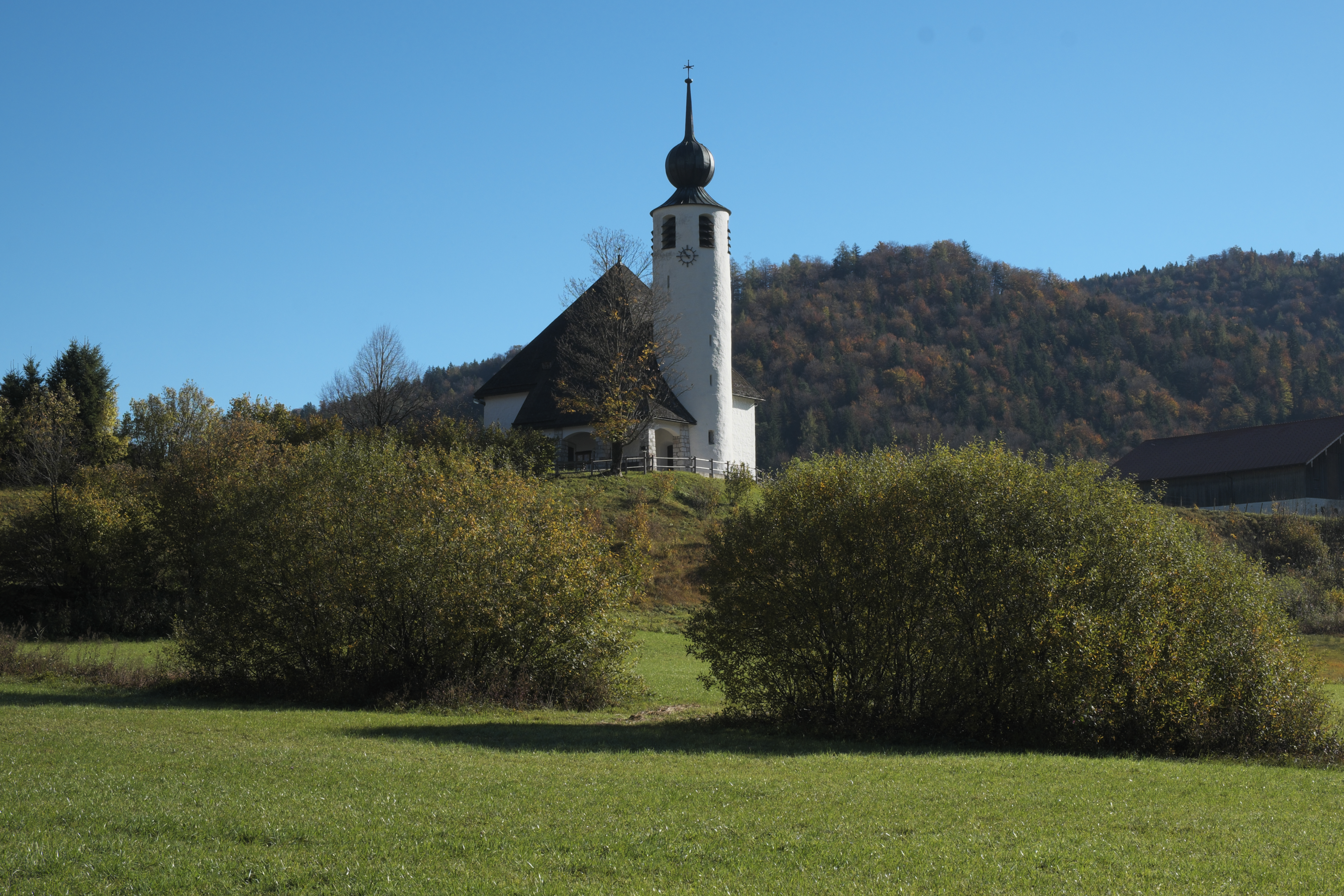
St. Vinzenz in Weißbach

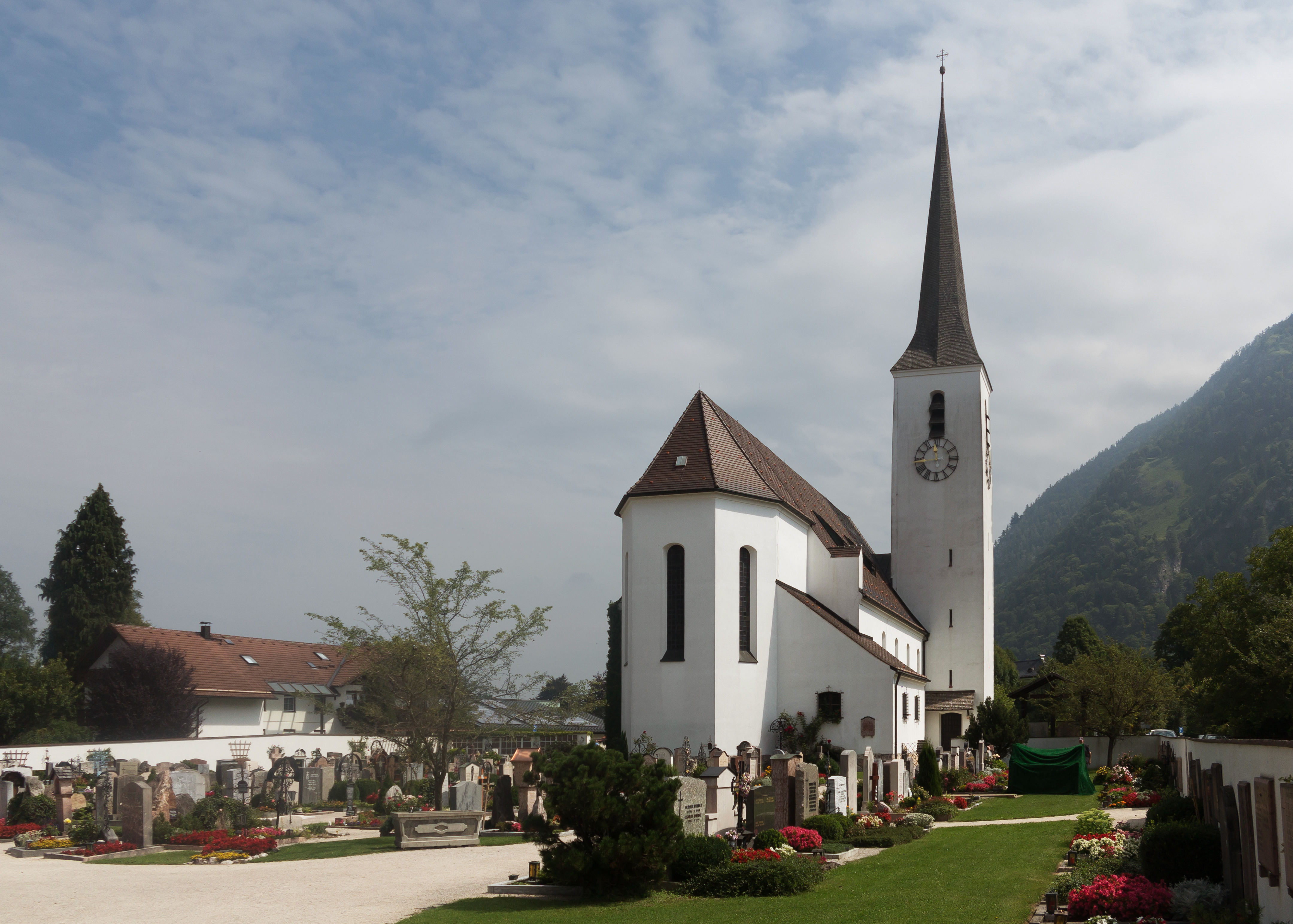
Pfarrkirche Marquartstein

- 1935–1936: Pfarrkirche Hl. Blut in Marquartstein (unter Denkmalschutz)[1]
- 1949–1950: Kirche St. Vinzenz in Weißbach
- 1934–1935: Kirche St. Rupertus in Hammer (unter Denkmalschutz)
- nach 1945: Wiederaufbau der Frauenkirche in München
- 1956: Krankenhauskirche St. Johannes von Gott in München-Nymphenburg[2]
- 1961–1963: Kirche in Oberwössen
- 1966: Kirche St. Franz Xaver[3] in München-Trudering